# Berengar de Landoria
Berengar de Landoria OP (auch Berengar von Landora, französisch: Bérenger de Landorre, latinisiert Berengarius de Landora, Berengarius Compostellanus; * um 1262 in Salmiech (bei Rodez); † 30. September 1330 in Sevilla) war ein französischer römisch-katholischer Theologe, Kirchenpolitiker, Generalmagister des Dominikanerordens und Erzbischof von Santiago de Compostela. Er war einer der Protagonisten der Kirche zu der Zeit, als die Päpste in Avignon residierten.

## Leben und Werk
Berengar de Landoria wurde um 1262 als zweiter Sohn des Grafen von Rodez geboren, in einen der bedeutendsten Höfe der damaligen Zeit, der mit großem Erfolg die Troubadourdichtung und alle anderen Künste pflegte. 1282 trat er in den Dominikanerorden ein. Er war gezwungen, sich in den Dienst der Kirche zu stellen, als die Primogenitur verhängt wurde. Berengar stieg schnell in der Kirche auf und wurde ein enger Freund des in Avignon residierenden Papstes Johannes XXII.
Von 1283 bis 1292 lehrte Berengar de Landoria im Dominikaner-Konvent von Toulouse, von 1292 bis 1293 im Dominikanerkonvent von Montpellier. 1294 bis 1302 lehrte er in anderen südfranzösischen Konventen und von 1308 bis 1310 lehrte er in Paris. Von 1306 bis 1308 und von 1312 bis 1317 wirkte er als Generalmagister seines Ordens in Toulouse.
Berengar de Landoria nahm 1311 als Generalvikar seines Ordens an dem Konzil von Vienne teil. Als Generalmagister (1312–1317) trat Berengar für eine Studienreform ein. Er erklärte den Thomismus als die für den Orden verbindliche Lehre und Basis der Theologie.
1317 wurde er zum Erzbischof von Santiago de Compostela ernannt. Im April 1318 erfolgte die Weihe. Er konnte diese Position infolge massiven Widerstandes durch einen galizischen Rivalen erst 1320 einnehmen.
Berengar de Landoria ist der Verfasser der ältesten Redaktion des Lumen animae, einer verbreiteten homiletischen Sammlung von Beobachtungen aus der physischen Welt, die in Predigten zur Illustration spiritueller Wirklichkeiten herangezogen werden können. Er berief sich dabei teilweise auf fiktive Autoren.